# Ian Michael Hamilton
Ian Michael Hamilton (Streatham, Inglaterra; 31 de octubre de 1950-19 de mayo de 2024) fue un futbolista inglés que jugó en la posición de centrocampista.

## Equipos
| Periodo   | Club                                | Apariciones | Goles |
| --------- | ----------------------------------- | ----------- | ----- |
| 1966-1968 | Chelsea FC                          | 5           | 2     |
| 1968-1969 | Southend United FC                  | 36          | 11    |
| 1969–1976 | Aston Villa FC                      | 208         | 40    |
| 1976–1978 | Sheffield United FC                 | 60          | 13    |
| 1978-1981 | Minnesota Kicks                     | 101         | 22    |
| 1979-1981 | Minnesota Kicks (en pista cubierta) | 25          | 19    |
| 1982      | San Jose Earthquakes                | 18          | 1     |

## Logros
- Tercera División de Inglaterra (1): 1971/72
- FA Cup (1): 1974/75[2]